# 1804年の相撲
1804年の相撲（1804ねんのすもう）は、1804年の相撲関係のできごとについて述べる。

## 興行
- 3月場所（江戸相撲）[1]
  - 興行場所:神田明神御社内
  - 4月29日（旧3月20日）より晴天9日間興行
- 6月場所（大坂相撲）[1]
  - 興行場所:南堀江
  - 7月9日（旧6月3日）より興行
- 7月場所（京都相撲）[1]
  - 興行場所:二条川東
  - 8月20日（旧7月15日）より興行
- 10月場所（江戸相撲）[1]
  - 興行場所:本所回向院
  - 11月28日（旧10月27日）より晴天10日間興行